# 2016年美國國家棒球名人堂票選
2016年美國國家棒球名人堂票選遵循2015年的修正票選規則。全美棒球記者協會進行年度票選，最後選出小肯·葛瑞菲和麥克·皮耶薩兩人。由於2010年7月頒布的入選新制，擴張前年代委員會取代了資深選手委員會，他們從1947年以前的總教練、主審和行政人員中進行評選，不過他們最後沒有選出任何入選者。大聯盟在2016年7月24日舉辦入選典禮。

## 全美棒球記者協會票選結果
全美棒球記者協會只從1996年以後效力於大聯盟的選手中進行評選，但效力年限只到2010年為止。2014年7月26日，名人堂頒布新規定：任何入選者最多只能參與10次票選，已經參與超過10年票選的入選者不在此限。這項規則的改變也讓總票數減少了109票。
禁藥使用的爭議依舊影響著這年票選。這也造成近幾年大家對於投票結果不是很樂觀。
每個球員需要獲得至少75%的選票方能入選。本屆票選包含32名球員；總共有440張選票，最終總計投出3496人次，入選名人堂門檻為330票，平均每張選票圈選了7.95人。未達5%得票率的候選人，將被剔除名人堂票選資格。
首次進行票選的球員將以劍標（†）顯示。獲得至少75%以上同意票的入選人以粗體字表示；在未來票選中才入選的候選人以斜體字表示。
艾蘭·川默和馬克·麥奎爾分別是第十五次和第十次進行票選，但同時都是最後一次。
小肯·葛瑞菲在440張選票中拿下437張票，99.3%的得票率也刷新了BBWAA票選得票率紀錄。
| 球員姓名           | 同意票數 | 得票率(%) | 與前一年差距 | 年度   |
| ------------------ | -------- | --------- | ------------ | ------ |
| †小肯·葛瑞菲       | 437      | 99.3      | -            | 第1年  |
| 麥克·皮耶薩        | 365      | 83.0      | ▲0 13.1%     | 第4年  |
| 傑夫·巴格威爾      | 315      | 71.6      | ▲0 15.9%     | 第6年  |
| 提姆·雷恩斯        | 307      | 69.8      | ▲0 14.8%     | 第9年  |
| †崔佛·霍夫曼       | 296      | 67.3      | -            | 第1年  |
| 柯特·席林          | 230      | 52.3      | ▲0 13.1%     | 第4年  |
| 羅傑·克萊門斯      | 199      | 45.2      | ▲0 7.7%      | 第4年  |
| 貝瑞·邦茲          | 195      | 44.3      | ▲0 7.5%      | 第4年  |
| 埃德加·馬丁尼茲    | 191      | 43.4      | ▲0 16.4%     | 第7年  |
| 麥克·穆西納        | 189      | 43.0      | ▲0 18.4%     | 第3年  |
| 艾蘭·川默          | 180      | 40.9      | ▲0 15.8%     | 第15年 |
| 李·史密斯          | 150      | 34.1      | ▲0 3.9%      | 第14年 |
| 弗瑞德·麥葛里夫    | 92       | 20.9      | ▲0 8.0%      | 第7年  |
| 傑夫·肯特          | 73       | 16.6      | ▲0 2.6%      | 第3年  |
| 賴瑞·沃克          | 68       | 15.5      | ▲0 3.7%      | 第6年  |
| 馬克·麥奎爾        | 54       | 12.3      | ▲0 2.3%      | 第10年 |
| 蓋瑞·雪菲爾        | 51       | 11.6      | ▼0 0.1%      | 第2年  |
| †比利·華格納       | 46       | 10.5      | -            | 第1年  |
| 薩米·索薩          | 31       | 7.0       | ▲0 0.4%      | 第4年  |
| †吉姆·艾德蒙斯     | 11       | 2.5       | -            | 第1年  |
| 諾馬·賈西亞帕拉    | 8        | 1.8       | ▼0 3.7%      | 第2年  |
| †麥克·史威尼       | 3        | 0.7       | -            | 第1年  |
| †大衛·艾克斯坦     | 2        | 0.5       | -            | 第1年  |
| †傑森·肯道爾       | 2        | 0.5       | -            | 第1年  |
| †蓋瑞·安德森       | 1        | 0.2       | -            | 第1年  |
| †布萊德·奧斯穆斯   | 0        | 0.0       | -            | 第1年  |
| †路易斯·卡斯提歐   | 0        | 0.0       | -            | 第1年  |
| †特洛伊·格勞斯     | 0        | 0.0       | -            | 第1年  |
| †馬克·葛魯齊拉尼克 | 0        | 0.0       | -            | 第1年  |
| †麥克·漢普頓       | 0        | 0.0       | -            | 第1年  |
| †麥克·洛威爾       | 0        | 0.0       | -            | 第1年  |
| †藍迪·溫恩         | 0        | 0.0       | -            | 第1年  |

|  | 本屆被選入名人堂，人名以粗體表示。                          |
|  | 本屆未入選但在未來票選中被選入名人堂，人名以斜體表示。      |
|  | 在2017年投票中繼續票選但仍未被選入者。                      |
|  | 在未來BBWAA票選中被剔除，但仍保有未來資深委員會審核的資格。 |

以下球員首次具有票選資格，但並未在名單上：隆尼·貝里亞德、艾瑞克·拜恩斯、法蘭克·卡塔拉諾托、海蘇斯·克隆梅、埃爾默·丹森茲、佩卓·費利茲、荷西·吉恩、克里斯蒂安·古茲曼、鮑伯·豪瑞、蓋比·克普勒、麥克·蘭姆、傑森·拉魯、羅恩·梅海、達馬索·馬提、小蓋瑞·馬修斯、吉爾·梅許、布萊恩·摩勒、查德·莫勒、班吉·莫里納、拉斯·歐提茲、朴贊浩、傑·裴頓、麥克·瑞德蒙、胡安·林孔、大衛·里斯基、史考特·休因懷斯、史考特·謝爾茲、拉斯·史普林格、費爾南多·塔提斯、傑夫·威佛和葛雷格·佐恩。

## 擴張前年代委員會
資深棒球委員會改組後，由黃金年代委員會舉辦票選。他們從1947年以前的棒球人士進行篩選與票選，候選人必須具備以下資格：
1. 球員必須在大聯盟打滿至少10個球季，且退休超過21年。遭到大聯盟除名的球員不可參加票選(如：無鞋喬·傑克森)。
2. 總教練和主審必須要有在大聯盟執教和執法滿10年的經驗，且退休滿超過5年。滿65歲的人在退休6個月後就具有票選資格。
3. 行政人員必須要退休超過5年以上，若未退休，則年齡需滿65歲。
此票選總共16票，候選人需獲得75%的票數(12票)才能入選名人堂。最後無人成功入選。
| 候選人           | 身分別   | 得票數 | 百分比 | 備註 |
| ---------------- | -------- | ------ | ------ | ---- |
| 道克·亞當斯      | 球員     | 10     | 62.5%  |      |
| 比爾·達倫        | 球員     | 8      | 50%    |      |
| 哈利·史托維      | 球員     | 8      | 50%    |      |
| 山姆·布瑞登      | 行政人員 | < 4    | < 25%  |      |
| 韋斯·費瑞爾      | 球員     | < 4    | < 25%  |      |
| 奧格斯特·赫爾曼  | 行政人員 | < 4    | < 25%  |      |
| 馬蒂·馬里昂      | 球員     | < 4    | < 25%  |      |
| 法蘭克·麥科米克  | 球員     | < 4    | < 25%  |      |
| 克里斯·馮德·亞赫 | 行政人員 | < 4    | < 25%  |      |
| 巴基·瓦特斯      | 球員     | < 4    | < 25%  |      |

## J·G·泰勒·史賓克獎
棒球記者丹·沙奧奈西（1953年–）獲選該屆的J·G·泰勒·史賓克獎。

## 福特·C·弗里克獎
NBC播報員葛拉罕·麥克南米（1888年–1942年）獲選該屆的福特·C·弗里克獎。

## 外部連結
- 美國國家棒球名人堂官網 （页面存档备份，存于）
- 棒球名人堂BBWAA票選規則 （页面存档备份，存于）
- 2016年名人堂票選 at www.baseballhalloffame.org